# デビッド・ジョーンズ (百貨店)

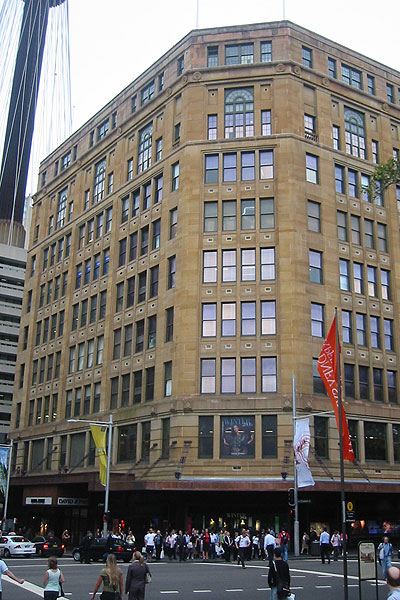
シドニーにある本店

David Jones Limited（デビッド・ジョーンズ・リミテッド）は、オーストラリアの百貨店。本店はシドニー。
1838年にウェールズ移民だったデビッド・ジョーンズによってシドニーのジョージストリートに開店。1877年には百貨店となり、1890年に通信販売を開始した。1906年に株式をオーストラリア証券取引所に上場し、現在では全豪37店舗を持つオーストラリアを代表する百貨店となっている。1954年にエリザベス2世がオーストラリアを訪問した際にはシドニーの本店も訪れている。